# Rhodes House

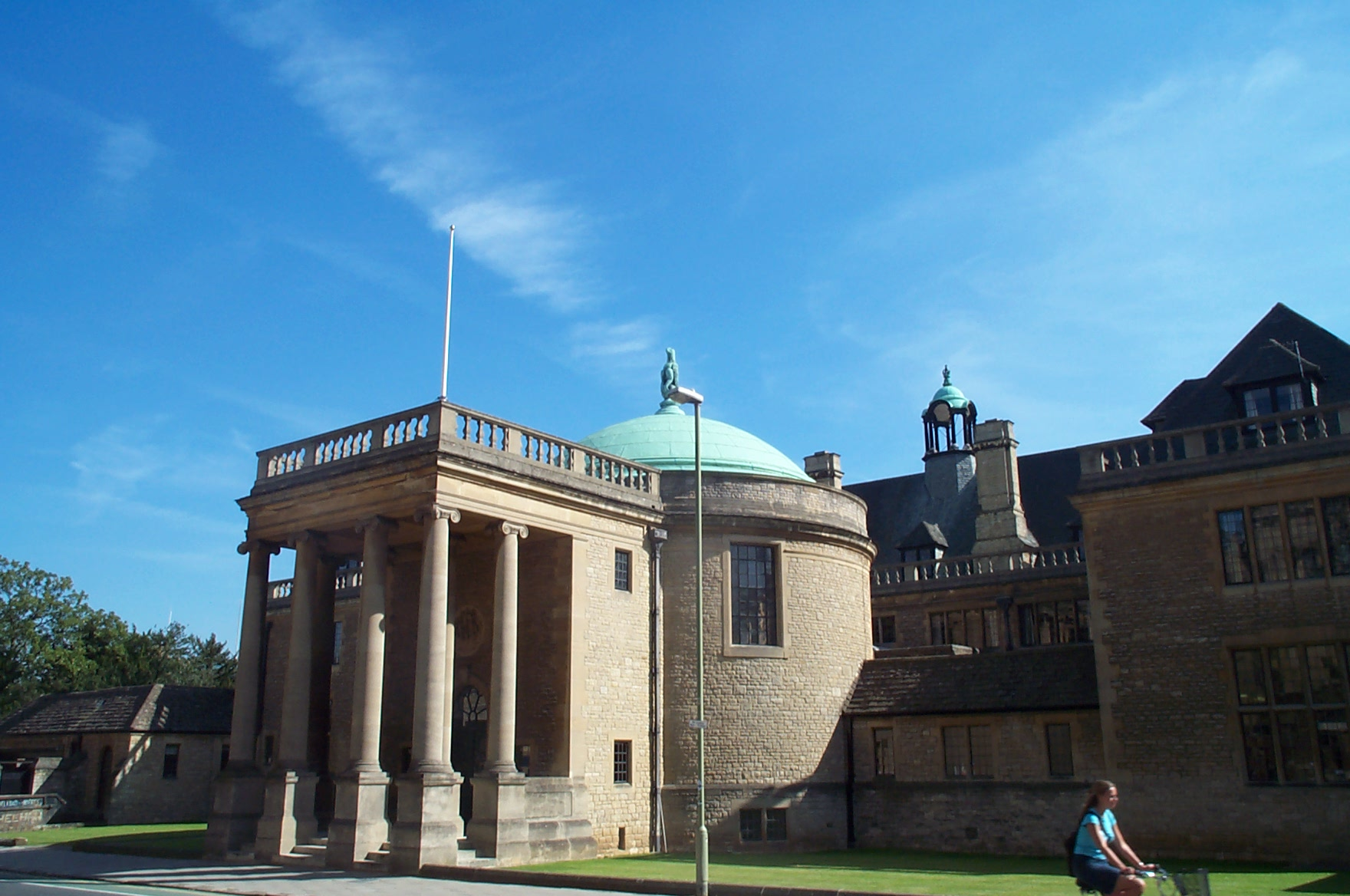
Außenansicht von Rhodes House

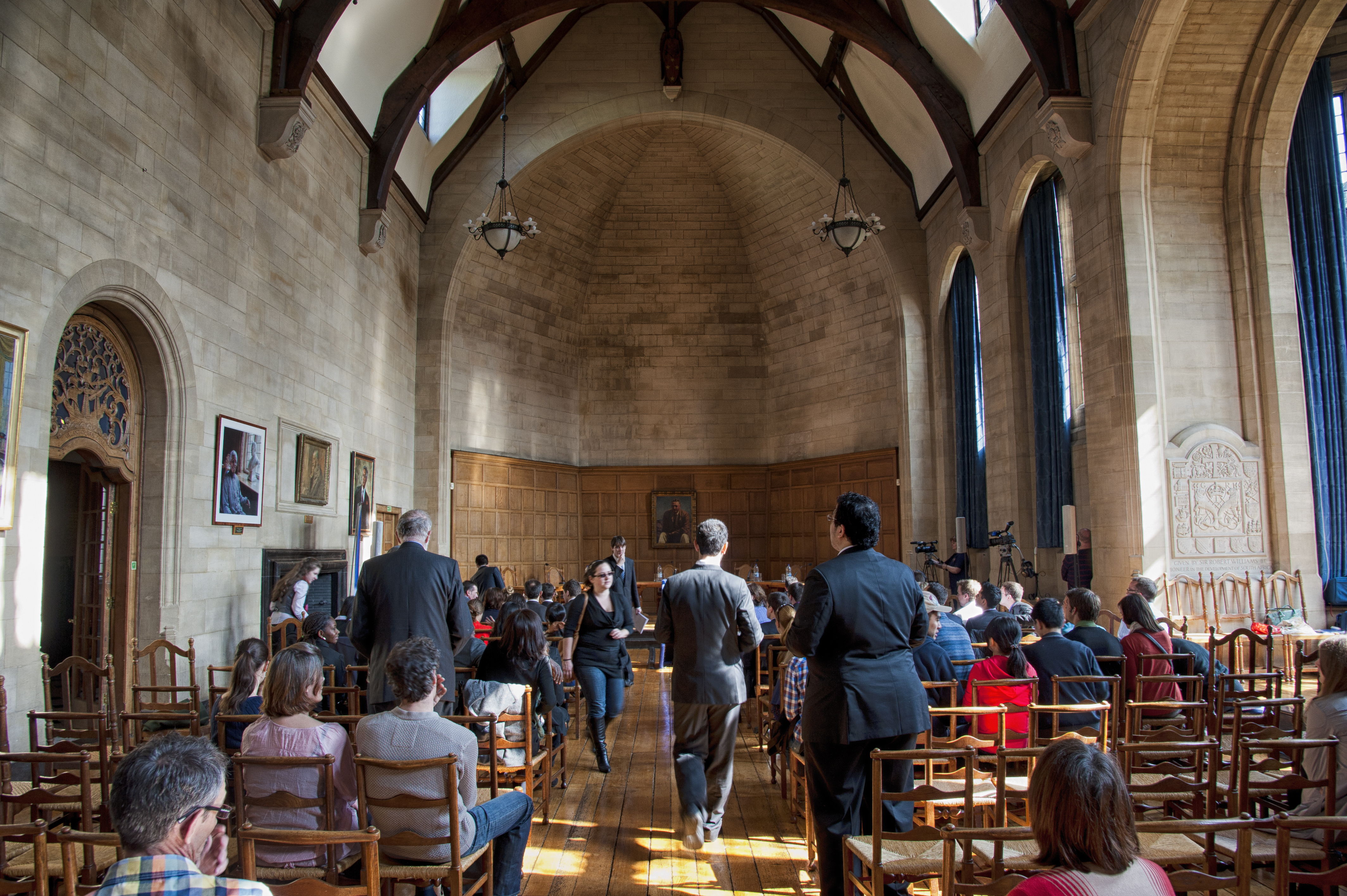
Die große Halle (Milner Hall) in Rhodes House

Rhodes House („Rhodes-Haus“) ist ein Gebäude in Oxford. Es wurde im Jahr 1928 fertiggestellt; Architekt war Herbert Baker. Es dient im Wesentlichen als Sitz der Rhodes-Stiftung (englisch Rhodes Trust), die die Rhodes-Stipendien für ein Studium an der University of Oxford vergibt, kann aber auch für private Anlässe wie etwa Hochzeiten oder Firmenfeiern gemietet werden. Die Architektur kombiniert, der Biografie von Cecil Rhodes und der Geschichte der Stipendien entsprechend, die Stile südafrikanischer Bauernhäuser mit englischen Landhäusern und dem Kunsthandwerk des frühen 20. Jahrhunderts. Auffällig von außen ist vor allem die große Rotunde, die von einer Kuppel überdacht wird. Es ist als „particularly important building of more than special interest“ (Grade II* der Statutory List of Buildings of Special Architectural or Historic Interest) denkmalgeschützt.

## Rhodes-Stiftung
Die Rhodes-Stiftung (engl. The Rhodes Trust), vergibt – als Stiftung von Cecil Rhodes – Stipendien für einen Studienaufenthalt an der Universität Oxford von einer Dauer von einem bis zu drei Jahren für Studenten im Alter von 20 bis 26, die mindestens drei Semester an einer anderen Hochschule studiert haben.
Seit 1903 kommen inzwischen mehr als 90 Stipendiaten jährlich nach Oxford. Der Rhodes-Trust und die vergebenen Stipendien hatten ursprünglich einen zeittypischen imperialistischen Hintergrund. Aufgrund seiner Tätigkeit in den englischen Kolonien Afrikas einerseits und seiner eigenen Studienerfahrungen in Oxford andererseits sah Cecil Rhodes die Einrichtung von Stipendien als einen Schritt hin zur Gewährleistung des Weltfriedens und zur Weltverbesserung, wobei er die Führungsaufgabe dazu in erster Linie bei den spezifischen Nationen des Commonwealths sah. Die Stipendien sollten dazu beitragen, dass ausländische Eliten für ihre Aufgaben durch die akademische Ausbildung in Oxford und den Austausch miteinander in besonderer Weise vorbereitet und motiviert würden, angelsächsische Wertvorstellungen in die Welt hinauszutragen.
Das gesamte Nettovermögen (Aktiva abzüglich Verbindlichkeiten) der Stiftung betrug 2019 über 376 Millionen Pfund. Es speist sich vor allem aus dem Nachlass von Cecil Rhodes sowie in jüngerer Zeit auch Spenden und wird in erster Linie zur Finanzierung der Stipendien (Studiengebühren an der Universität Oxford plus Zuschuss zu den Lebenshaltungskosten der Stipendiaten) verwendet.